# Списак српских застава
Ово је списак српских застава коришћених у прошлости и садашњости. За више информација о државној застави погледајте чланак Застава Србије.

## Тренутне заставе

### Заставе Републике Србије
| Застава | Датум        | Користи         | Опис                                                                                                |
| ------- | ------------ | --------------- | --------------------------------------------------------------------------------------------------- |
|         | 2010 — данас | Државна застава | Хоризонтална тробојница црвене, плаве и беле, националне боје Србије, са мањим грбом лево од центра |
|         | 2010 — данас | Народна застава | Националне боје Србије (црвена, плава и бела)                                                       |

### Заставе АП Војводине
| Застава | Датум      | Користи                         | Опис |
| ------- | ---------- | ------------------------------- | --- |
|         | 2004–данас | Застава Војводине               | Хоризонтална тробојница црвене, плаве и беле, са већим плавим делом и три жуте звезде које представљају Срем, Банат и Бачку |
|         | 2016–данас | Традиционална застава Војводине | Хоризонтална тробојница црвене, плаве и беле, са традиционалним грбом у средини                                             |

### Застава Републике Српске
| Застава | Датум      | Користи                  | Опис                                          |
| ------- | ---------- | ------------------------ | --------------------------------------------- |
|         | 1992–данас | Застава Републике Српске | Хоризонтална тробојница црвене, плаве и беле. |

### Председничке стандарте
| Застава | Датум        | Користи                                                  | Опис                                                       |
| ------- | ------------ | -------------------------------------------------------- | ---------------------------------------------------------- |
|         | 2010 — данас | Стандарта председника Републике Србије                   | Квадратна хоризонтална тробојница оивичена већим краковима |
|         | 2010 — данас | Стандарта председника Народне скупштине Републике Србије | Квадратна хоризонтална тробојница са већим краковима       |

### Застава Српске православне цркве
| Застава | Датум        | Користи                  | Опис                                                          |
| ------- | ------------ | ------------------------ | ------------------------------------------------------------- |
|         | 1931 — данас | Српска православна црква | Хоризонтална тробојница са централним крстом са четири оцила. |

### Војне заставе
| Застава | Датум | Користи                                                     | Опис |
| ------- | ----- | ----------------------------------------------------------- | --- |
|         |       | Пуковска застава Војске Србије Војске Србије                | Лево: Црвени квадрат златне контуре са унутрашњом страном српског орла у пасивном положају са српском круном и српским крстом који држи два укрштена мача, са унутрашњом натписом „За слободу и част отаџбине“ на српском Десно: Државна застава и застава квадрата са златном контуром (хоризонтална тробојница оивичена малокалибарским оружјем)                       |
|         |       | Пуковска застава Ваздухопловства Србије и ПВО Војске Србије | Лево: Плави квадрат златне контуре са унутрашњом страном српског орла у пасивном положају са српском круном и српским крстом који држи два укрштена мача, са унутрашњом натписом "за слободу и част отаџбине" на српском Десно: Државна застава и застава квадрата са златном контуром (хоризонтална тробојница оивичена малокалибарским оружјем)                        |
|         |       | Застава Гарде Војске Србије                                 | Лево: Црвени квадрат златне контуре са унутрашњошћу српског орла у будном положају са српском круном и српским крстом који држи два укрштена мача, са унутрашњом натписом „1830“, са унутрашњом текстом „за слободу и част отаџбине“ на српском Десно: Државна застава и застава квадрата са златном контуром (хоризонтална тробојница оивичена малокалибарским оружјем) |
|         |       | Застава Војне полиције Војске Србије                        | Лево: црни квадрат златне контуре са унутрашњом страном српског орла у пасивном положају са српском круном и српским крстом који држи два укрштена мача Десно: Државна застава и застава у квадрату са златном контуром (хоризонтална тробојница оивичена малокалибарским оружјем)                                                                                       |

### Војно—поморске заставе
| Застава | Датум      | Користи                       | Опис                                          |
| ------- | ---------- | ----------------------------- | --------------------------------------------- |
|         | 2006–данас | Војно—поморска застава Србије | Црвена застава са српском заставом у кантону. |

## Историјске службене заставе
| Застава | Датум     | Користи                                                | Опис |
| ------- | --------- | ------------------------------------------------------ | --- |
|         | 1835–1882 | Кнежевина Србија                                       | Хоризонтална тробојница црвене, беле, плаве боје, са крстом са четири оцила, окруженим храстовим и маслиновим гранчицама из Сретењског устава. |
|         | 1835–1882 | Кнежевина Србија                                       | Хоризонтална тробојница црвене, плаве и беле, са грбом                                                                                         |
|         | 1882–1918 | Краљевина Србија                                       | Хоризонтална тробојница црвене, плаве и беле, са краљевским грбом (укључујући орла и крст)                                                     |
|         | 1945–1992 | Социјалистичка Република Србија (СФР Југославија)      | Хоризонтална тробојница црвене, плаве и беле, са црвеном звездом у центру.                                                                     |
|         | 1992–2004 | Република Србија (СР Југославија / Србија и Црна Гора) | Хоризонтална тробојница црвене, плаве и беле.                                                                                                  |
|         | 2004–2010 | Република Србија                                       | Хоризонтална тробојница црвене, плаве и беле, са српским орлом у средини.                                                                      |

## Средњевековне заставе
| Застава | Датум            | Користи                                                            | Опис |
| ------- | ---------------- | ------------------------------------------------------------------ | --- |
|         | fl. 1234 – 1243  | Застава краља Стефана Владислава (средњовековно српско краљевство) | Двобојне црвене и плаве. Уписан у ризницу краља Стефана Владислава (р. 1234–1243) у Рагузи. Најстарија описана српска застава.                                                 |
|         | fl. 1339. године | Застава цара Стефана Душана (српско царство)                       | Жута застава са црвеним двоглавим орлом. Мапа Анђелина Дулсерта из 1339. године укључивала је заставу средњовековног српског краљевства под Стефаном Душаном (цар после 1345). |
|         | 1345 – 1355      | Барјак цара Стефана Душана                                         | Квадрат, љубичасти, са златним крстом у средини. Цар Душан је дивелион преузео од Византинаца.                                                                                 |
|         | 1345 – 1355      | Застава цара Стефана Душана                                        | Трака црвене боје на врху и дну и беле у средини. На Хиландару га је пронашао Димитрије Аврамовић, за кога братство тврди да је то била застава цара Душана.                   |
|         | 1345 – 1355      | Српска царска коњичка застава                                      | Троугласта двобојна застава црвене и жуте боје. Царска коњичка застава цара Душана, која се чува у Хиландару на Светој Гори.                                                   |

## Друге заставе
| Застава | Датум               | Користи | Опис |
| ------- | ------------------- | --- | --- |
|         | 2008–данас          | Застава српског националног савјета Црне Горе                                                                                 | Тробојница три једнаке хоризонталне црвене, плаве и беле линије са Крсташем. |
|         | 2005–данас          | Застава Срба у Хрватској | Тробојница три једнаке хоризонталне црвене, плаве и беле. |
|         | 1995–1998           | Славонија, Барања и Западни Срем                                                                                              | Хоризонтална тробојница црвене, плаве и беле. |
|         | 1991–1995           | Република Српска Крајина | Хоризонтална тробојница црвене, плаве и беле. |
|         | 1991                | САО Крајина, САО Западна Славонија, САО Славонија, Барања и Западни Сремa                                                     | Хоризонтална тробојница црвене, плаве и беле. |
|         | 1943–1945           | Застава Савеза комуниста Југославије (српски партизани)                                                                       | Хоризонтална тробојница црвене, плаве и беле, са црвеном звездом у центру. Застава српских партизана која се користила у Србији окупираној од стране Немачке и у деловима НДХ где су живели Срби. Коришћена је од стране ратног АВНОЈ-а.                  |
|         | 1941–1944           | Влада народног спаса (Немачка окупација Србије)                                                                               | Хоризонтална тробојница of црвене, плаве и беле. |
|         | 1905–1918 1941–1944 | Цивилна застава Краљевине Црне Горе, фашистичке Црне Горе окупиране од стране Италије, Црне Горе окупиране од стране Немачке. | Хоризонтална тробојница црвене, плаве и беле боје. |
|         | 1905–1916           | Државна застава Књажевине и Краљевине Црне Горе.                                                                              | Државна застава Књажевине (1905-10) и Краљевине Црне Горе (1910-16). Један од симбола Протеста у Црној Гори 2019-2020. |
|         | 1902–1917           | Краљевски стандард Крађорђевића                                                                                               | Описан 1917. од стране Бајрона Макандлеса Гилберта Ховеја Гросвенора: Заставе света. |
|         | 1869–1872           | Кнежевина Србија | Хоризонтална тробојница црвене, плаве и беле, са крстом са четири оцила и три шестокраке звезде на врху. |
|         | 1849–1860           | Војводство Србија и Тамишки Банат                                                                                             | Жуто-црна позадина са аустријско хабзбуршким ознакама и са српским орлом у средини (крстом са четири оцила), на грудима црног орла. |
|         | 1848–1849.          | Српска Војводина | Хоризонтална тробојница црвене, плаве и беле боје, са аустријским хабзбуршким царским грбом и српским оцилима на грудима црног орла. |
|         | 1838                | Кнежевина Србија | Ратна застава Кнежевине Србије. Хоризонтална тробојница црвене, плаве и беле, са краљевским српским орлом у средини и четири шестокраке звезде у левом углу.                                                                                              |
|         | 1815                | Други српски устанак Српска револуција                                                                                        | Црвени крст на белој позадини. Коришћена у Такову 1815. године. |
|         | 1807                | Српска револуција | Црвена и бела са крстом, месецом, сунцем и мачем. |
|         | 1804–1813           | Српска револуција | Црвена и бела са мачем и крстом са четири оцила. |
|         | 1804–1813           | Први српски устанак Српска револуција                                                                                         | Ратна застава током Првог српском устанка и српске револуције. Црвена позадина са два грба (крстом са четири оцила и грбом Трибалије) у центру, круна краља Петра Првог Карађођевића на врху и две војводске заставе на дну. Усвојено као застава Тополе. |
|         | 1790–1792           | Кочина крајина | Хабзбуршко право на Србију |
|         | 1618                | Хабзбуршко право на Србију | Хабзбуршко право на Србију |